# Alpha Coronae Australis
Alpha Coronae Australis (α Coronae Australis, viết tắt Alf CRA, α CRA), tên chính thức Meridiana /məˌrɪdiˈænə/, là sao sáng nhất trong chòm sao Nam Miện (Coronae Australis), cách Trái Đất 125 năm ánh sáng.

## Danh pháp
α Coronae Australis (được Latin hóa thành Alpha Coronae Australis) là tên gọi của ngôi sao này theo danh pháp Bayer.
Đây là ngôi sao duy nhất trong chòm sao có tên riêng truyền thống là Alphekka Meridiana (tiếng Latin nghĩa là 'Alphekka Nam'), đặt theo Alphecca, ngôi sao sáng nhất trong chòm sao Bắc Miện (Corona Borealis). Cái tên Alphecca hay Alphekka là tiếng Ả Rập, viết tắt của نير الفكّة nayyir al-fakka "ngôi sao sáng của ngôi sao (vòng sao)". Vào năm 2016, IAU đã tổ chức một Nhóm làm việc về Tên sao (WGSN)  để lập danh mục và chuẩn hóa tên riêng cho các ngôi sao. WGSN đã phê duyệt tên Meridiana cho ngôi sao này vào ngày 5 tháng 9 năm 2017 và hiện tại nó đã được đưa vào Danh sách tên sao được IAU phê duyệt.

## Đặc điểm
Alpha Coronae Australis thuộc lớp quang phổ A2Va, biến nó thành một ngôi sao loại A như Vega. Giống như Vega, nó có bức xạ hồng ngoại dư thừa, điều này cho thấy nó có thể được một đĩa bụi bao quanh.  Nó có cấp sao biểu kiếnường độ rõ ràng là +4.10.  Khối lượng và bán kính của ngôi sao được ước tính gấp 2,3 lần khối lượng và bán kính của Mặt trời. Với nhiệt độ hiệu dụng khoảng 9.100K, ngôi sao tỏa ra tổng độ sáng gấp khoảng 31 lần Mặt Trời.  Ngôi sao này có tuổi đời khoảng 254 triệu năm.  Một ngôi sao quay nhanh, nó quay gần 200   km mỗi giây tại xích đạo, tạo nên một cuộc cách mạng hoàn chỉnh trong khoảng 14 giờ,  gần với vận tốc thoát của nó.